# Thomas Carlyle
Thomas Carlyle   (Eaglais Fheichein, 4 de desembre de 1795 - Londres, 5 de febrer de 1881) va ser un assagista, historiador, professor i escriptor satíric escocès, actiu durant l'època victoriana. Va anomenar l'economia «la ciència funesta», va escriure articles per a l'Edinburgh Encyclopedia i va ser un polemista social.
Nat al si d'una estricta família calvinista, Carlyle estava destinat pels seus pares a la carrera de predicador, però mentre estudiava a la Universitat d'Edimburg va perdre la fe. No obstant això, va conservar els valors calvinistes al llarg de la seua vida. Aquesta combinació de temperament religiós i pèrdua de la fe en el cristianisme tradicional, van fer que l'obra de Carlyle esdevinguera atractiva per a molts victorians preocupats amb els canvis polítics i científics que amenaçaven l'ordre social tradicional.

## Primers anys i influències

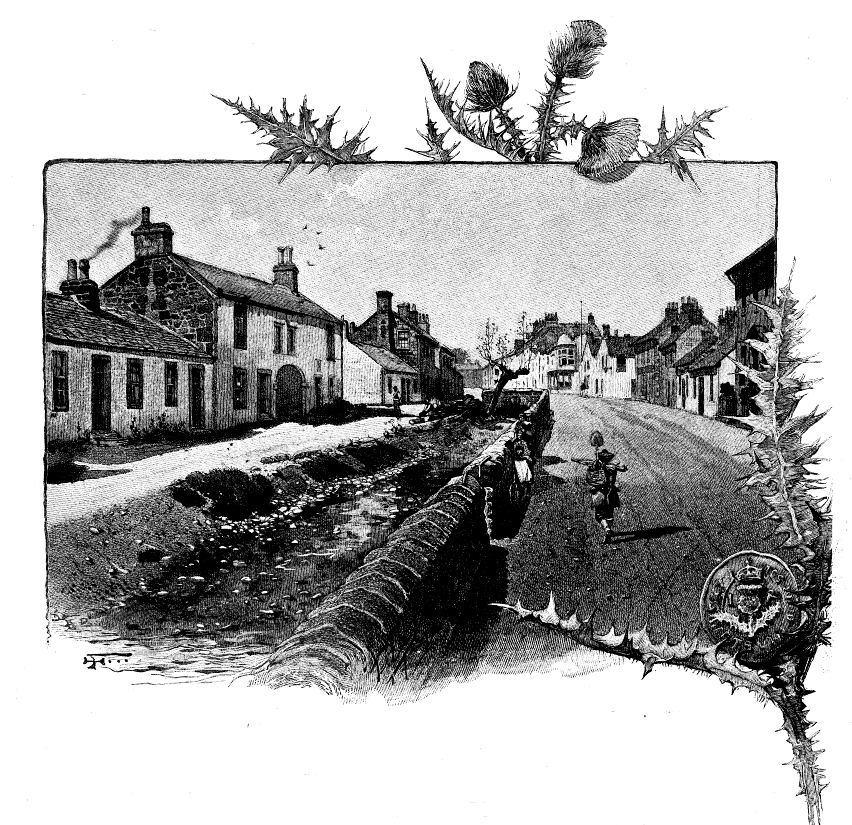
Lloc de naixença de Thomas Carlyle

Carlyle va nàixer a Ecclefechan al comtat de Dumfries and Galloway. Els seus pares van decidir que estudiés a l'Annan Academy a Annan, on va ser maltractat i turmentat en tal mesura que va abandonar després de tres anys. En la seua joventut, va rebre una gran influència del pregon calvinisme de la seua família (i de la seua nació).
Després d'estudiar a la Universitat d'Edimburg, on va tenir com a professor de física i matemàtica John Leslie, que respectava molt, va exercir com a professor de matemàtiques, inicialment a Annan i després a Kirkcaldy, on va fer amistat amb el místic Edward Irving. (L'existència d'un altre Thomas Carlyle, també escocès, nascut pocs anys després i també relacionat amb Irving pel seu treball amb l'Església catòlica apostòlica pot portar a confusió.)
Entre 1819 i 1821 va tornar a la Universitat d'Edimburg, on va patir una intensa crisi de fe que li inspiraria Sartor Resartus (El sastre resastrejat), obra que el fa fer conegut pel públic. Aquesta crisi potser li va provocar una úlcera gàstrica, malaltia que va arrossegar durant tota la vida i que va contribuir a la seua reputació de persona excèntrica, polèmica i una mica desagradable. L'estil de la seua prosa, cèlebre pel caràcter rondinaire i de vegades salvatge, va contribuir a aquesta reputació d'irascibilitat.
Va començar a estudiar amb fruïció literatura alemanya. El seu pensament va estar molt influït per l'idealisme alemany, en particular per l'obra de Johann Gottlieb Fichte. Va sobresortir com a expert en literatura alemanya arran d'una sèrie d'assajos publicats al Fraser's Magazine i per les seues traduccions d'escriptors alemanys, principalment Goethe (la novel·la Wilhelm Meisters Lehrjahre). També va escriure una Vida de Schiller (1825).
L'any 1826, Thomas Carlyle es va casar amb Jane Baillie Welsh, també escriptora, que havia conegut l'any 1821, durant el seu període d'estudis alemanys.
A partir de 1828 i durant set anys, llur residència familiar fou una casa a Craigenputtock, masia situada al comtat escocès de Dumfrieshire on va escriure moltes de les seues obres. A propòsit de la seua vida a Craigenputtock va escriure: «És ben cert que per reflexionar i viure-hi mai no he trobat en tot el món un lloc tan adequat… Quina benedicció tan gran podrien trobar-hi els pobres mortals en les circumstàncies més difícils, si llur bondat i fidelitat al cel i a l'altri foren com Déu mana!».
A la masia de Craigenputtock, Carlyle va escriure també els seus assajos més rellevants. Hi va començar una pregona amistat amb l'assagista nord-americà Ralph Waldo Emerson, que duraria tota la vida. L'any 1834, Carlyle es va traslladar al barri londinenc de Chelsea, on va incorporar-se al cercle literari a què pertanyien els assagistes Leigh Hunt i John Stuart Mill. Posteriorment, Carlyle seria conegut com el «savi de Chelsea».
A Londres va escriure La Revolució francesa, una història (2 volums, 1837), com a estudi històric sobre l'opressió dels pobres, que immediatament esdevingué un èxit. Va ser la primera d'una sèrie d'obres «londinenques».

## Obres

### Obres primerenques
Cap al 1821, Carlyle havia abandonat la carrera eclesiàstica i s'havia centrat en la literatura. La seua primera incursió en el camp de la narrativa fou Cruthers and Jonson, un d'entre un grapat d'intents frustrats d'escriure una novel·la. Després de fer la traducció de l'obra de Goethe Wilhelm Meister's Apprenticeship, perd la confiança en el gènere de la novel·la realista i començà a desenvolupar una nova forma de narrativa. A banda dels seus assajos sobre literatura alemanya, va ampliar els seus estudis sobre la cultura moderna en general amb els seus influents assajos Signs of the Times i Characteristics.

### Sartor Resartus
La seua obra principal, Sartor Resartus (1832), va ser escrita a sa casa (que la seua muller Jane Welshva proveir dins del latifundi de la seua masia) de Craigenputtock, i fou concebuda com una nova mena de gènere: simultàniament assaig i narrativa, seriós i satíric, especulatiu i històric. El mateix títol indica irònicament la seua estructura, que força el lector a enfrontar-se al problema d'on s'ha de trobar la veritat. Sartor Resartus (El sastre resastrejat) fou publicat inicialment per fascicles al Fraser's Magazine entre 1833 i 1834. El text es presenta a si mateix com l'intent d'un editor desconegut per presentar al públic l'obra de Diogenes Teufelsdröckh, un filòsof alemany de la roba, que de fet és un personatge fictici creat per Carlyle. L'editor es mostra fascinat pel filòsof, tot i que habitualment les seues extravagants teories, de les quals selecciona i cita extractes, el confonen. Amb l'objectiu de donar sentit a la filosofia de Teufelsdröckh, l'editor intenta construir-ne alhora la biografia, però amb poc d'èxit. Sota les aparentment ridícules asseveracions del filòsof alemany, hi ha mordaços atacs a l'utilitarisme i la comercialització de la societat britànica. La fragmentària biografia de Teufelsdröckh, que l'editor construeix a partir d'una massa caòtica de documents, revela el viatge espiritual del filòsof. Desenvolupa el menyspreu a la condició corrupta de la vida moderna. Contempla l'"etern no" de la indiferència, arriba al "centre de la indiferència", i finalment abraça l'"etern sí". Posteriorment, aquest viatge des de la negació a la voluntat, tot passant per la indiferència, seria considerat com a part del sorgiment de l'existencialisme.
Atesa l'enigmàtica naturalesa de Sartor Resartus, no cal sorprendre's que inicialment fos rebuda amb fredor. La seua popularitat es va desenvolupar durant els següents cinc anys. Va ser publicada com a llibre a Boston l'any 1836, amb un pròleg de Ralph Waldo Emerson, i va influir en el desenvolupament del transcendentalisme de Nova Anglaterra. La primera edició anglesa va ser de l'any 1838.

### Revolució francesa
L'any 1834, Carlyle va abandonar Craigenputtock i es va traslladar a Londres, on començà a relacionar-se amb destacades personalitats. Al Regne Unit, el seu èxit es va consolidar arran de la publicació de La Revolució francesa, una història l'any 1837. Després d'enllestir-lo, el primer volum va ser cremat per accident per la criada del filòsof John Stuart Mill. Carlyle va escriure el segon i tercer volums abans de tornar a reescriure'n el primer a partir de zero.
L'obra resultant és plena d'una apassionada intensitat, inèdita fins llavors en la literatura històrica. En una Europa polititzada, plena de temors i esperances de revolució, el relat de Carlyle sobre les motivacions i anhels que van inspirar els esdeveniments a França semblava punyentment rellevant. El seu estil literari emfasitzava aquesta impressió, tot posant de manifest contínuament la immediatesa de l'acció –sovint amb l'ús del temps verbal present.
Per a Carlyle, els esdeveniments caòtics van necessitar el que ell definia com "herois", capaços de prendre el control sobre les forces contraposades que sorgien de la societat. Sense desdenyar la importància de les explicacions pragmàtiques o econòmiques dels esdeveniments, va considerar el vessant "espiritual" d'aquestes forces –les esperances i aspiracions del poble que van prendre la forma d'idees, i sovint van cristal·litzar en ideologies ("fórmules" o "-ismes", com ell deia). Segons Carlyle, només individus dinàmics poden dominar els esdeveniments i dirigir de manera efectiva aquestes energies espirituals: tan aviat com les "fórmules" ideològiques substitueixen l'acció heroica humana, la societat es deshumanitza.

### Passat i present
Aquesta deshumanització de la societat fou un tema en el qual va profunditzar en llibres posteriors. Passat i present (1843) té un deix d'escepticisme conservador que posteriorment reprendrien Matthew Arnold i John Ruskin: compara la vida dels individus dissipats del segle xix amb la d'un abat medieval. Per a Carlyle, la comunitat monàstica estava unificada per valors espirituals, mentre que la societat moderna deïfica les impersonals forces econòmiques i les abstractes teories sobre els "drets" humans i les "lleis" naturals. Els valors comunitaris es desplomen en l'individualisme i el despietat laissez-faire capitalista, amb el vistiplau del que ell va anomenar la ciència funesta, en referir-se a l'economia.

### Herois i culte a l'heroi
Aquestes idees van influir en el desenvolupament del socialisme, però —d'acord amb les opinions de molts pensadors de l'època— hom considera també que van influir en el sorgiment del feixisme. La darrera evolució del pensament de Carlyle, durant la dècada del 1840, va suposar el trencament amb molts dels seus vells amics i col·legues, com ara Mill o, en menor mesura, Emerson. La seua creença sobre la importància del lideratge heroic va quedar palesa en el seu llibre On Heroes, Hero-Worship, and the Heroic in History (Sobre els herois, culte a l'heroi i l'heroisme en la història), en el qual va comparar un ampli rang de diferents tipus d'herois, incloent-hi Oliver Cromwell, Odin, William Shakespeare i el profeta Mahoma.
Carlyle va ser un dels pocs filòsofs testimoni de la revolució industrial, però encara va conservar una visió del món transcendental i no materialista. En conseqüència, el llibre inclou persones provinents del món de la religió, la literatura i la política. Va incloure personatges eix, i hi va atorgar un lloc prominent a Mahoma en el capítol que porta el títol "Heroi com a profeta". Hi declara la seua admiració apassionada per Mahoma, com a agent hegelià de la reforma, tot insistint en la seua sinceritat i amb el comentari respecte al fet de "com un home sol va poder unificar tribus nòmades beduïnes en una poderosa nació civilitzada en menys de dues dècades". Per a Carlyle l'heroi era quelcom semblant a l'ésser humà "magnànim" d'Aristòtil —un personatge que creix en el més ampli sentit del terme. No obstant això, a diferència d'Aristòtil, el món és ple de contradiccions a les quals l'heroi ha de fer front. Tots els herois tenen defectes. Llur heroisme rau en llur energia creativa per enfrontar-se a aquestes dificultats, no en la seua perfecció moral. Ridiculitzar aquest tipus de persona pels seus fracassos és la filosofia d'aquells que busquen la comoditat en tot el que és convencional. Carlyle anomenà això valetisme, a partir de l'expressió "ningú no és un heroi per al seu criat (valet en anglès)".
Tots aquests llibres van ser influents en la seua època, especialment en escriptors com ara Charles Dickens i John Ruskin. No obstant això, després de les revolucions de 1848 i les agitacions polítiques al Regne Unit, Carlyle va publicar una col·lecció d'assajos titulada Latter-Day Pamphlets (Pamflets dels últims dies, 1850) en els quals va atacar la democràcia com a idea social absurda, tot condemnant també el govern aristocràtic hereditari. El darrer per decadent, la primera per absurda: com si la veritat poguera ser descoberta per l'aritmètica dels vots. El govern hauria de sorgir dels més capaços. Però Carlyle no va ser capaç de dir clarament la manera de determinar qui era el més capaç, i com la gent seguiria el seu cabdillatge.
En escrits posteriors, Carlyle va tractar d'examinar diferents exemples de lideratge heroic en la història. Les Letters and Speeches of Oliver Cromwell (Cartes i discursos d'Oliver Cromwell, 1845) presenten una imatge positiva de Cromwell: un home que va tractar d'extraure un cert ordre de forces reformistes enfrontades. Carlyle assajà de fer que les paraules de Cromwell prengueren vida citant-les literalment, per després comentar-ne el significat tot inserint-les en el caòtic context de la seua època. De nou va intentar fer del "passat" "present" per als seus lectors.

### Els eterns sí i no
L'etern sí és el nom que Carlyle dona a l'esperit de la fe en Déu, en una expressa actitud de clar, resolt, constant i intransigent antagonisme front a l'etern no, i el principi que no hi ha tal fe en Déu si no és en l'antagonisme contra l'esperit oposat a Déu.
L'etern no és el nom que Carlyle dona a l'esperit de la no-creença en Déu, especialment quan es manifesta en la seua pròpia guerra contra ell, o en la de Teufelsdröckh; l'esperit, encarnat en el Mefistòfil de Goethe, sempre nega —der stets verneint— la realitat d'allò diví en els pensaments, el caràcter i la vida de la humanitat, i troba un plaer maliciós a titllar de buit i fals tot allò elevat i noble.
En Sartor Resartus, el narrador transita des de l'etern no a l'etern sí, però només a través del centre de la indiferència, que és una postura no merament agnòstica, sinó també de manca de tot interès. Només després de reduir desitjos i seguretat i, com un Buda, cercar la indiferència, pot el narrador dirigir-se vers una afirmació. En certs aspectes, hi mostra similituds amb el salt de fe del seu contemporani Søren Kierkegaard.

### Culte del silenci i del dolor
Basant-se en la definició del cristianisme de Goethe, com "culte del dolor" i "la nostra altíssima religió, per al Fill de l'Home", Carlyle afegeix, tot interpretant-ho: «no hi ha corona més noble, ja sia ben o mal portada, que una corona d'espines».
El "culte del silenci" és el nom que Carlyle dona al sagrat respecte a la moderació en el discurs fins que «el pensament ha aconseguit fer-se madur silenciosament, ...per subjectar la llengua fins que hi haja cap significat quan aquesta entre en moviment», una doctrina que semblaria que molts no entenen, gairebé voluntàriament. El silenci és per a ell el vertader si d'on neixen totes les grans coses.

### Últimes obres

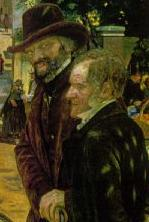
Carlyle (esquerra) amb Frederick Maurice en un quadre de Ford Madox Brown (1865)

Entre les seues últimes obres, la més important va ser la biografia èpica de Frederic el Gran (1858-1865). Carlyle va intentar mostrar-hi com un líder heroic pot forjar un estat i contribuir a bastir una nova cultura moral per a una nació. Per a Carlyle, Frederic era l'epítom de la transició entre els ideals il·lustrats liberals del segle xviii i una nova cultura moderna de dinamisme espiritual, representada per Alemanya, el seu pensament i el seu sistema de govern. El llibre és més famós pel seu vívid, i sens dubte parcial, retrat de les lluites de Frederic, mitjançant les quals Carlyle comunica la seua visió d'un caos gairebé aclaparador, dominat pel lideratge d'un geni. No obstant això, l'esforç invertit a escriure aquesta obra va passar factura a Carlyle, que va caure en una depressió que probablement li va provocar diverses malalties psicosomàtiques. La tèbia acollida també contribuí a l'abandó progressiu de l'escriptura per part de l'autor.
Les darreres obres són generalment assajos curts, sovint preses de posició política de l'autor. El seu notori assaig racista Occasional Discourse on the Negro Question (Assaig ocasional sobre la qüestió negra) suggereix que l'esclavitud mai ho hauria d'haver estat abolida, o en tot cas hauria d'haver estat reemplaçada per la servitud. L'esclavitud va mantenir l'ordre, va argumentar, i va forçar a treballar gent que d'altra manera hauria estat mandrosa i irresponsable. Tot això –unit al suport de Carlyle a les mesures repressives del governador Edward Eyre a Jamaica– el va acabar de separar dels seus antics col·legues liberals. Eyre havia estat acusat de brutals linxaments en la repressió d'una rebel·lió. Carlyle va organitzar un comitè per defensar Eyre, mentre que Mill en va organitzar un altre per acusar-lo.

## Vida privada

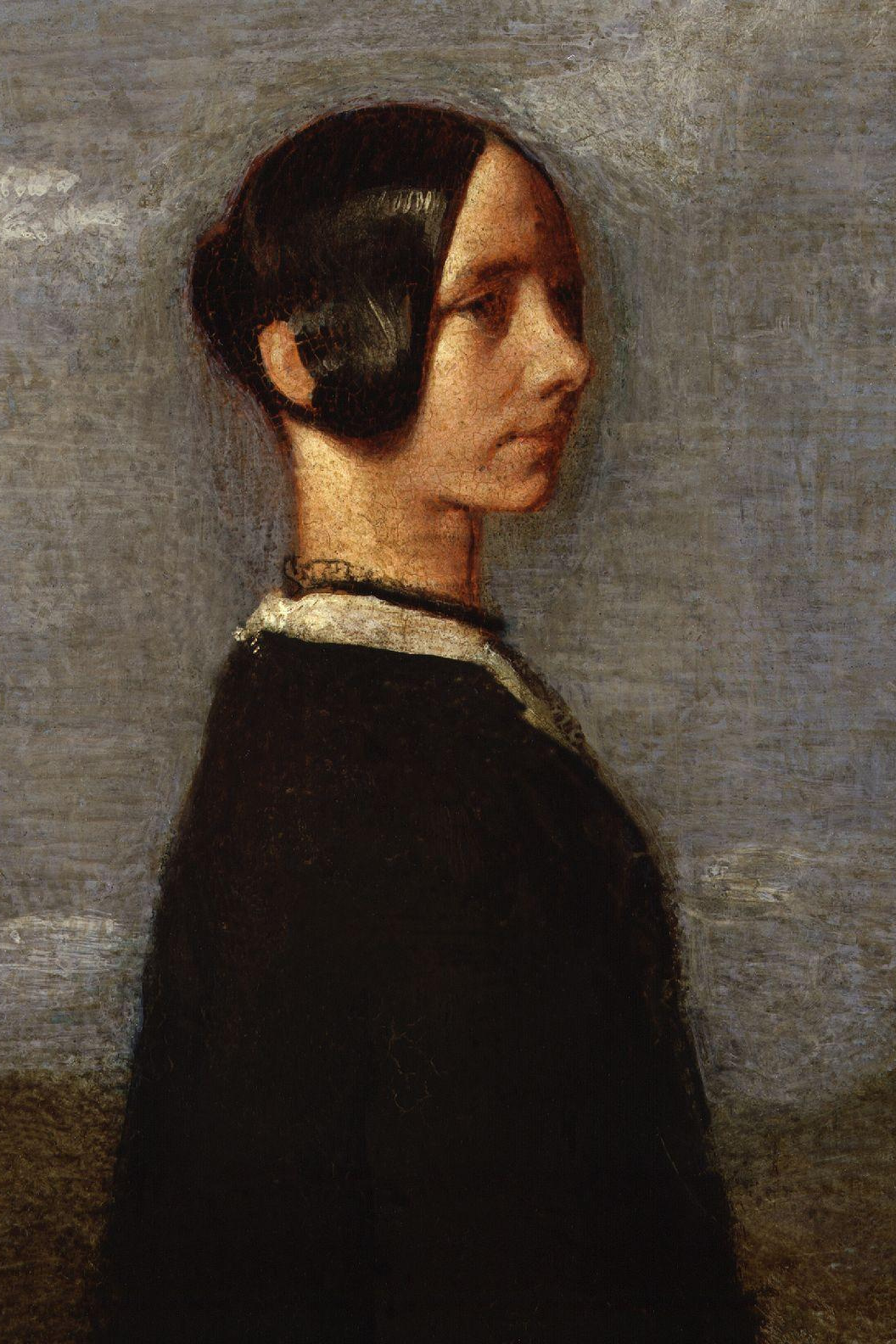
Retrat de Jane Welsh, muller de Thomas Carlyle, per Samuel Laurence

Carlyle va tenir algunes incursions amoroses abans de casar-se amb Jane Welsh, figura d'importància literària per dret propi. La relació més important va ser la que mantingué amb Margaret Gordon, una alumna del seu amic Edward Irving. Fins i tot després de conèixer Jane es va enamorar de Kitty Kirkpatrick, filla d'un oficial britànic i d'una princesa índia. William Dalrymple, autor de White Mughals (Mogols blancs), suggereix que els sentiments eren mutus, però que les circumstàncies socials van fer impossible el matrimoni, perquè llavors Carlyle era pobre. S'ha suggerit que tant Margaret com Kitty podien haver inspirat el personatge de Blumine, l'estimada de Teufelsdröch en Sartor Resartus.

### Matrimoni
Carlyle es va casar amb Jane Welsh l'any 1826, i va fer del seu matrimoni un dels més cèlebres, millors documentats i infeliços de totes les unions literàries. S'han publicat al voltant de 9.000 cartes entre Carlyle i la seua muller, en què es fa palès que llur relació va estar marcada per freqüents i agres baralles.
| «               | Déu va encertar a fer que Carlyle i la sra. Carlyle es casaren, així només hi va haver dues persones infelices, i no quatre. | » |
| — Samuel Butler | |   |

Amb el temps, Carlyle es va anar allunyant de la seua muller. Tot i que ella s'havia quedat invàlida durant un temps, la seua mort (1866) va ser inesperada, i va sumir Carlyle en la desesperació. En aquesta època, va escriure l'autocrític Reminiscences of Jane Welsh Carlyle (Records de Jane Welsh Carlyle), que va ser publicat pòstumament.

### Últims anys
Després de la mort de Jane, Carlyle es va retirar parcialment de la vida social. Va ser nomenat rector de la Universitat d'Edimburg. L'assaig The Early Kings of Norway: Also an Essay on the Portraits of John Knox va aparèixer l'any 1875. Els seus darrers anys van transcórrer al 24 de Cheyne Row (llavors número 5), Chelsea, Londres SW3 (actualment Monument Nacional dedicat a la seua vida i obra), tot i que sempre desitjà tornar a Craigenputtock.

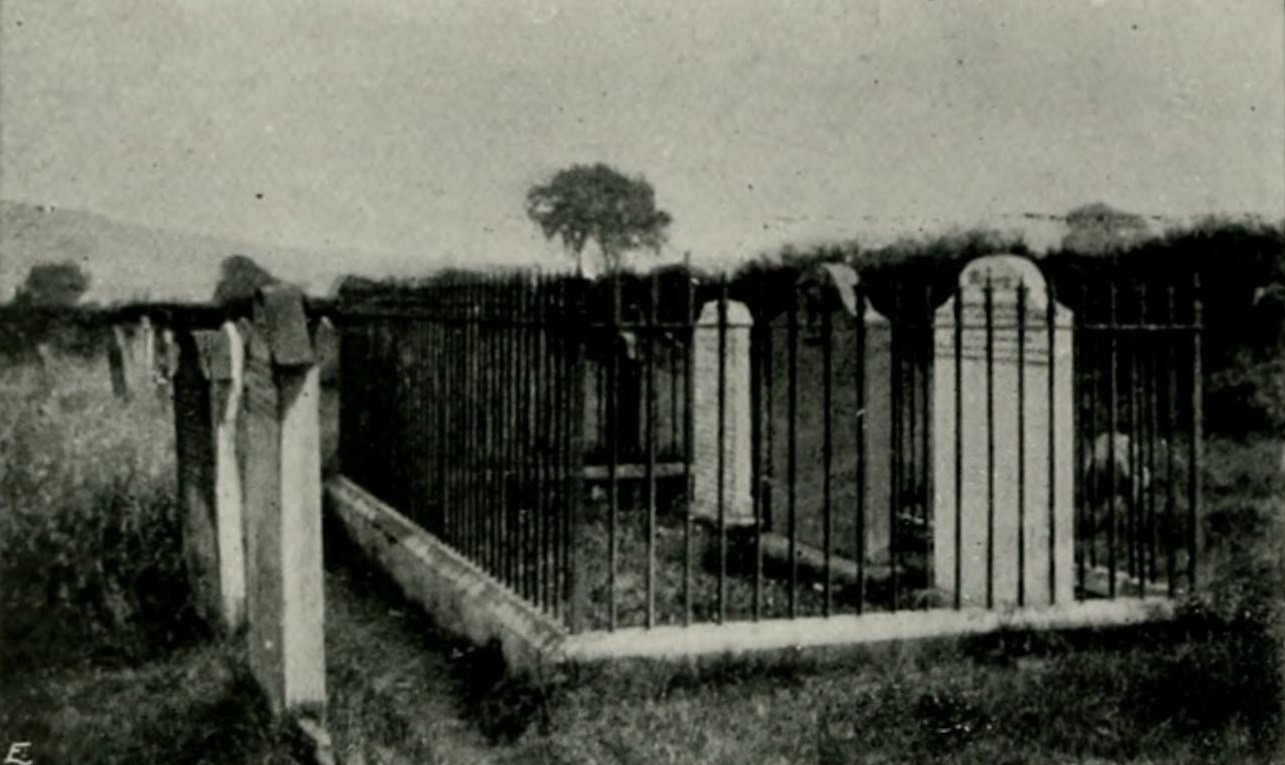
Tomba de Carlyle a Ecclefecham.

### Mort
Va morir el 5 de febrer de 1881 a Londres. Tot i que haguera estat possible enterrar-lo a l'abadia de Westminster, es va respectar la seua voluntat de ser enterrat al costat dels seus pares a Ecclefechan.

### Biografia
L'assaig que escrigué sobre la seua muller, Reminiscences of Jane Welsh Carlyle, fou publicat després de la mort de l'escriptor pel seu biògraf James Anthony Froude, que també va fer pública la seua creença que aquest matrimoni mai no va ser consumat. Aquesta franquesa era insòlita en les habitualment respectuoses biografies de l'època. Les opinions de Froude van ser atacades per la família de Carlyle, especialment per part del seu nebot, Alexander Carlyle. Tanmateix, la biografia era coherent amb la convicció de Carlyle que les flaqueses dels herois han de ser discutides obertament, sense detriment dels seus èxits. Froude, que havia estat designat biògraf pel mateix Carlyle, era plenament conscient d'aquesta convicció. Froude va fer pública la seua defensa amb l'obra My Relations With Carlyle (La meua relació amb Carlyle), publicada el 1903, incloent-hi un facsímil del testament de Carlyle de 1873, en el qual l'escriptor es mostrava ambigu: «M'estimaria més que no hi haguera una biografia precisa sobre mi».
Tanmateix, al testament Carlyle també va diferir la decisió i la va confiar al judici de Froude sobre la matèria, les decisions del qual «han de ser preses com meues».

## Influència

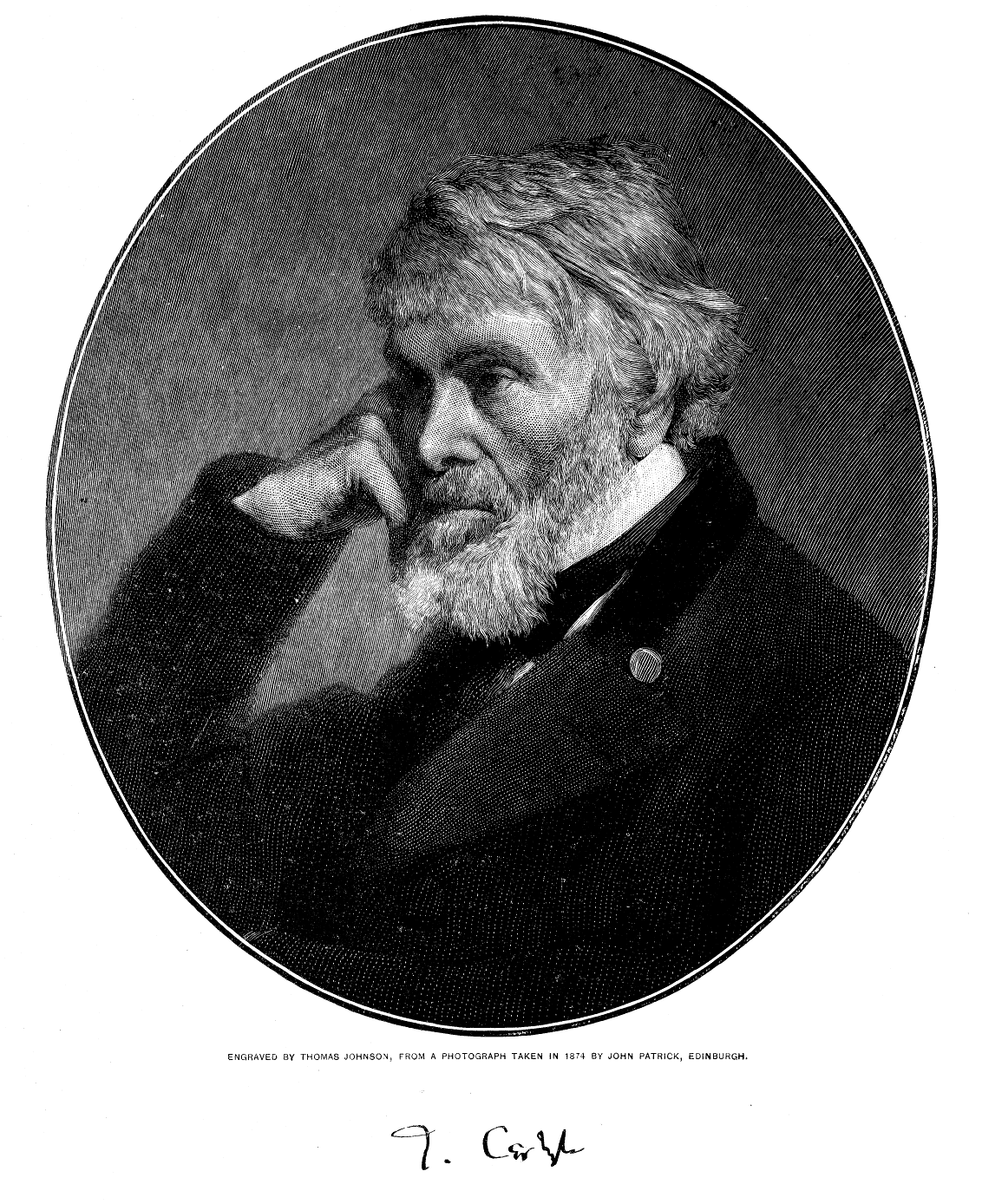
Carlyle

Thomas Carlyle destaca pel seu conreu de les velles tradicions dels satiristes torys anglesos del segle xviii i per haver forjat una nova tradició victoriana: la crítica del progrés anomenada sage writing. Sartor Resartus pot ser considerat tant una extensió de les sàtires caòtiques i escèptiques de Jonathan Swift i Laurence Sterne com una declaració de nous punts de vista sobre els valors. En trobar el món buit, el misantrop pensador narrador de Carlyle descobreix una necessitat de revolució de l'esperit. Per una banda, aquesta resolució està en consonància amb la creença romàntica en la revolució, l'individualisme i la passió, però, d'altra, és una solució nihilista i particular als problemes de la vida moderna que no fa cap gest per abastar una comunitat més àmplia.
Posteriorment, els crítics i sage writers britànics, com ara Matthew Arnold, denunciarien les ingènues reivindicacions de progrés, i d'altres, com ara John Ruskin, rebutjarien la incessant evolució de l'època vers la producció industrial. No obstant això, ben pocs van seguir Carlyle pel camí d'una estreta i solitària resolució, i fins i tot els que van lloar els herois no van ser tan implacables com ell amb els dèbils.
Carlyle també va destacar com a introductor de la literatura romàntica alemanya a Gran Bretanya. Tot i que Samuel Taylor Coleridge va ser un defensor de l'obra de Friedrich von Schiller, el treball de difusió de l'obra de Schiller i Goethe que va fer Carlyle va fructificar.
Va deixar una impressió favorable en alguns propietaris d'esclaus del sud dels Estats Units d'Amèrica. El seu conservadorisme i la seua crítica al capitalisme van ser repetits entusiàsticament per aquells que es trobaven ansiosos per defensar l'esclavitud com a alternativa al capitalisme, com ara George Fitzhugh.
La reputació de les obres primerenques de Carlyle va mantenir-se elevada durant el segle xix, però va declinar en el segle xx. La seua reputació a Alemanya sempre fou elevada, a causa de la seua promoció del pensament alemany i la seua biografia de Frederic el Gran. Friedrich Nietzsche, les idees del qual són comparables a les de Carlyle en alguns aspectes, es mostrà indiferent davant del seu moralisme, el va titllar de "babau insípid" en Més enllà del bé i del mal i el va considerar un pensador incapaç d'alliberar-se a si mateix de l'estretíssima mentalitat que condemnava. Carlyle detestava la democràcia i, per tant, no és sorprenent que la seua creença en el lideratge carismàtic cridara l'atenció d'Adolf Hitler, que va estar llegint la biografia de Carlyle sobre Frederic el Gran en els seus últims dies, l'any 1945.
Aquesta associació amb el feixisme va perjudicar la reputació de Carlyle després de la Segona Guerra mundial, però Sartor Resartus ha estat reconegut de nou recentment com una obra mestra única que anticipa posteriors moviments culturals i filosòfics, de l'existencialisme al Postmodernisme. També s'ha discutit que la seua crítica a les fórmules ideològiques en La Revolució francesa proveeix una explicació de com les cultures revolucionàries evolucionen vers dogmatismes repressius. Essencialment un pensador romàntic, Carlyle va intentar reconciliar les pulsions romàntiques de sentiment i llibertat amb el respecte pels fets històrics i polítics. Tanmateix, sempre es va sentir més atret per la idea de la lluita heroica per si mateixa, més que per qualsevol objectiu específic que donara sentit a la lluita.

## Obres
- (1829) Senyals del temps, The Victorian Web.
- (1831) Sartor Resartus, Project Gutenberg.
- (1837) La Revolució francesa: una història. Projecte Gutenberg.
- (1840) Cartisme. Google Books.
- (1841) Sobre els herois, culte a l'heroi i l'heroisme en la història. Projecte Gutenberg.
- (1843) Passat i present. Projecte Gutenberg.
- (1845) Cartes i discursos d'Oliver Cromwell, amb comentaris, ed. Thomas Carlyle, 3 vol. (1845, sovint reimprès). Versió en línia; altra versió en línia Arxivat 2012-06-26 a Wayback Machine..
- (1849) "Assaig ocasional sobre la qüestió negra", Fraser's Magazine (anònim), plana web: text en línia Arxivat 2006-06-13 a Wayback Machine..
- (1849) Records del meu viatge irlandès de 1849, text en línia Arxivat 2018-10-11 a Wayback Machine..
- (1850) Pamflets dels últims dies. Projecte Gutenberg.
- (1851) La vida de John Sterling. Projecte Gutenberg.
- (1858) Història de Frederic II de Prússia. Index to Projecte Gutenberg.
- (1867) Cascades Niàgara: i després. Online Text Arxivat 2013-11-07 a Wayback Machine..
- (1875) Els primers reis de Noruega.